# Nový Šaldorf-Sedlešovice
Nový Šaldorf-Sedlešovice là một làng thuộc huyện Znojmo, vùng Jihomoravský, Cộng hòa Séc.